# ZF Friedrichshafen
ZF Friedrichshafen AG, познат и под називом ZF Group, често скраћено ZF (ZF = „Zahnradfabrik” = „Фабрика зупчаника”), њемачки је произвођач ауто делова са сједиштем у Фридрихсхафену, у југозападном њемачком региону Баден-Виртемберг.
Специјализован за инжењеринг, првенствено је познат по свом дизајну, истраживању, развоју и производним активностима у аутомобилској индустрији. Свјетски су снадбјевачи погонске и шасијске технологије за аутомобиле и комерцијална возила, заједно са специјализованом опремом за постројења. Такође су укључени у жељезничку, поморску, одбрамбену и авионску индустрију, као и на опште индустријске примјене. ЗФ има 230 производних локација у 40 земаља са око 137.000 запослених.
Налази се у власништву институције Zeppelin Foundation, коју у великој мјери контролише град Фридрихсхафен.

## Историја
Компанија је основана 1915. године у Фридрихсхафену, за производњу зупчаника за цепелине и друге зрачне бродове. Цепелин није могао на други начин набавити зупчанике за своје зрачне бродове.
До 1919. године, ZF се промјенио фокус на тржиште аутомобила, потез који је био један од услова Версајског споразума. Неке од најважнијих прекретница које су уследиле:
- 1921: Због високе инфлације и страхова инвеститора, компанија постаје јавна као Zahnradfabrik Friedrichshafen AG, а Zeppelin Luftschiffbau GmbH држи 80% акција, у вредности од 4 милиона марака.
- 1932: Покретање производње управљачког система по лиценци.
- 1953: Излазак на тржиште првог потпуно синхронизованог преноса за комерцијална возила широм света.
- 1961: Развој потпуно аутоматског преноса за путничке аутомобиле. Са серијском производњом која почиње 1969. године, која се касније показала веома популарном, 3ХП20 је изграђен тако да се може заменити са ручним преносима компаније. Шездесетих година прошлог вијека ZF почиње снадбијевање преносним системом главне њемачке произвођачиме аутомобила.
- 1977: Почетак масовне производње аутоматске трансмисије за комерцијална возила. Компаније отвара подкомпаније широм свијета као и фабрике 1970-их.
- 1980:  је започео рад у Азији средином 80-их.[4]
- 1994: Развој система аутоматског преноса за тешка комерцијална возила. Компанија се проширила у Кину деведесетих.
- 1999: Светска премијера првог аутоматског преноса са 6-брзина. Серијаска производња почиње 2001. године, а БМВ 7 серија је први клијент. ЗФ данас производи око милион аутоматских мењача са шест брзина годишње.
- 2003: Прве испоруке активних управљачких система за путничка возила.
- 2005: испоручено је 10 милиона кућишта ваздушних јастука, 5 милиона система осовине путничких аутомобила и 2 милиона „Серво-електричних” система.
- 2011: Светска премијера за прву аутоматску 9-брзинску трансмисију.[5]
- 2014: Преузима америчког произвођача ауто делова TRW Automotive за 13,5 милијарди долара.[6]